# 太真乡
太真乡，是中国浙江省衢州市衢江区所辖的一个乡。 

## 下辖行政区
下辖：
塘坞口村、华坑村、银坑村、王家山村、竹埂底村和下槽坞村。